# PlayStation Network
A PlayStation Network, abreviada oficialmente como PSN, é um serviço de multi jogador "online" e fornecimento de mídia digital prestado/administrado pela Sony Computer Entertainment para utilização com as consolas de videojogo PlayStation 5, PlayStation 4, PlayStation 3, PlayStation Vita e PlayStation Portable. Desde junho de 2010 existem em torno de 103 milhões de contas registradas mundialmente na PlayStation Network.
Hoje existe 38,8 milhões de assinantes PLUS que são os usuários ativos contando com o PlayStation 4, PlayStation 3 e PSVita.
Em 20 de Abril de 2011, a PlayStation Network e a Sony Computer Entertainment ficaram em estado "offline" devido a uma invasão ilegal de seus computadores pela internet, comprometendo informações pessoais. Em 14 de maio de 2011, a Sony começou regionalmente a restaurar a PlayStation Network e lançou uma atualização de "firmware" de segurança obrigatória, que exigiu que os usuários atualizassem as suas senhas de acesso.

## Registo do usuário
O registo é realizado através da PS4, PS3, PSVita e PSP. Dois tipos de contas podem ser criadas, conta mestra e sub. A conta mestra, como o nome sugere, permite acesso total a todos as configurações incluindo o controle dos pais. Contas Sub podem ser subsequentemente criadas com restrições desejadas definidas e monitorizadas pela portador da conta mestra.
Como as contas mestra/sub não são ligadas ao número de série do PlayStation 3, que permite que os usuários comprem ou vendam consoles usados, elas podem ser usadas com consoles físicos diferentes como um usuário visitante. Desse modo o único console PlayStation 3 pode ter várias contas mestra. Um registo ao PlayStation Network é necessário para o acesso ao PlayStation Store e uma conta de usuário convidado pode ser usado para baixar itens adquiridos a partir do PlayStation Network Store em um console de um amigo. A habilidade de usar as licenças de conteúdo da PlayStation Store para refazer o download é limitado a dois sistemas PlayStation 3 diferentes e dois sistemas portáteis (PlayStation Portable e PlayStation Vita).

## Serviços
A lista completa de serviços para a PlayStation Network e PlayStation Plus é a seguinte:
| Conta - Manuais de Instrução Online - Perfis, um cartão de perfil de usuário similar em conceito a um Gamercard - ID de Login/Online-ID - Registro de Usuário de contas Master/Sub - Garantia de consoles de videogame PlayStation (apenas Ásia, exceto Japão e Vietnã) Comunicação/Comunidade - Lista de amigos, permitindo até 100 jogadores - Integração a comunicador instantâneo - Lobbies/matchmaking para jogos online instantâneos - Jogabilidade multijogador, onde um usuário pode conectar até 7 controladores do PlayStation 3 para jogabilidade local ou online com muitos outros jogadores. - Pontuação/Classificação para comparação de jogadores - Troféus recompensados por atingir objetivos em certos jogos - Presença virtual/Avatares - Voz/bate-papo com vídeo/sala de bate-papo entre jogos (apenas texto) (Headset Bluetooth/USB, PlayStation Eye ou EyeToy necessário) (Bate-papo com vídeo apenas requer uma webcam, pois as câmeras possuem microfones integrados. Bate-papo com texto pode ser utilizado dentro dos jogos) - adhoc Party for PlayStation Portable - Navegador e mecanismo de busca Google - PlayStation Home - move.me, um aplicativo para o PlayStation Move | Comércio/Divertimento - PlayStation Store - FirstPlay (apenas Reino Unido) - Qore (apenas América do Norte) - VidZone (apenas Europa e Oceania) - Qriocity (apenas Europa) - LoveFilm (apenas Reino Unido e Alemanhã) - Mubi (Apenas Europa e Oceania) - ABC iView (através de link, apenas Austrália) - YLE (apenas Finlândia) - Plus7 (através de link, apenas Austrália) - BBC iPlayer (apenas Reino Unido) - ITV Player (através de link, apenas Reino Unido) - 4oD (através de link, apenas Reino Unido) - MLB.tv (apenas Estados Unidos e Canadá) - Netflix (apenas Estados Unidos, Canadá e Brasil) - now TV (aplicativo, apenas Hong Kong ) - RTE Player (através de link, apenas República da Irlanda) - TVNZ ondemand (através de link, apenas Nova Zelândia) - Hulu Plus (apenas Estados Unidos) - VUDU (apenas Estados Unidos) - Animax (apenas Alemanhã) Recursos - Lista de Bloqueados, para bloquear o contato de outros usuários - Comentários, para exibir em perfis de jogadores - Controle Parental, limita o acesso de crianças a BD, DVD e navegador da Internet - Players Met, uma lista com os últimos 50 jogadores que o usuário jogou online - Atualização de Sistema do PS3 PSP e do PSV - Contagem de troféus (montante de troféus do jogador) - Novidades - PlayStation Plus |

## PlayStation Store
O PlayStation Store é um serviço de mercado online base para o PlayStation Network que está disponível para o consoles PlayStation 3, PlayStation 4, PlayStation Portable e PlayStation Vita. As lojas usam valor monetário atual e PlayStation Network Cards. A PlayStation Store ainda não esta disponível em todos os países.

## PlayStation Plus
PlayStation Plus é um serviço pago disponível na PlayStation Network que foi lançado oficialmente na E3 2010 por Jack Tretton, presidente e CEO da SCEA. Rumores sobre o serviço foram especulados desde o anúncio de Kaz Hirai na TGS 2009 sobre um possível serviço pago da PSN mas com o serviço PSN ainda disponível. Lançado na atualização do PS3 firmware 3.40 e no PSP firmware 6.30 em 29 de Junho de 2010, o serviço cobrado por subscrição provê aos seus usuários serviços adicionais aos disponíveis normalmente na PlayStation Network. Estes serviços adicionais incluem downloads gratuitos de jogos, o serviço nuvem; que permite ao utilizador fazer backup online do progresso dos jogos, atualizações, expansões, demos e betas especiais não disponíveis para o público geral da PlayStation Network, além de inscrição gratuita à publicação digital Qore. Os usuários da PlayStation Network podem escolher entre a assinatura anual ou a assinatura trimestral da PlayStation Plus. Para a Playstation 4, passou a ser obrigatória a assinatura deste serviço para se poder jogar on-line, como já acontecia anteriormente com a concorrente Xbox 360, da Microsoft.

## PlayStation Home
O PlayStation Home é um serviço de comunidade base para o PlayStation Network que se tornará disponível gratuitamente quando lançado em Abril de 2008 em Portugal. O Home que permite que usuários criem um personagem avatar para seus consoles PlayStation 3. Este avatar terá sua casa, na qual pode ser adornada com itens que o jogador pode receber em várias realizações. Também incluído no mundo virtual online está a habilidede de encontrar outros usuários de PlayStation 3, interagir, jogar jogos, mostrar os diferentes tipos de mídia salvos no disco rígido do PlayStation 3 de amigos e muito mais. No futuro o serviço também expandirá, permitindo que jogadores tenham mais tipos de roupas, casas de luxo, itens para a casa, que podem ser adquiridos via PlayStation Store. Em 31 de Março de 2015 o serviço foi encerrado e removido.

## PlayTV
Foi também recentemente anunciado durante a Games Convention que os usuários do PlayStation Network conseguirão aceder aos serviços de vídeo em demanda e possívelmente Freeview antes do Natal de 2007 graças ao PlayTV. Um anúncio foi feito em Leipzig na Alemanhã, entre o dia 23 à 26 de agosto. Os usuários conseguirão salvar programas de IPTV no disco rígido do PlayStation 3.

## Disponibilidade
A PlayStation Network está atualmente disponível em 60 países, entretanto a PlayStation Store, PlayStation Home e outros recursos estão disponíveis apenas em um punhado de mercados selecionados. A lista é visível ao inscrever-se em uma nova conta da PSN com o PS3.
| - África do Sul - Alemanha - Arábia Saudita - Argentina - Austrália - Áustria - Bahrein - Bélgica - Brasil - Bulgária - Canadá - Chile - Chipre - Singapura - Colômbia - Coreia do Sul | - Croácia - Dinamarca - Emirados Árabes - Eslováquia - Eslovénia - Espanha - Estados Unidos - Finlândia - França - Grécia - Groenlândia - Holanda - Hong Kong - Hungria - Ilhas Faroe - Índia | - Indonésia - Irlanda - Israel - Islândia - Itália - Japão - Kuwait - Líbano - Luxemburgo - Malásia - Malta - México - Noruega - Nova Zelândia - Oman - Paquistão | - Peru - Polônia - Porto Rico - Portugal - Qatar - Reino Unido - República Checa - Roménia - Rússia - Suécia - Suíça - Tailândia - Taiwan - Turquia - Ucrânia |

Disponibilidade global da PlayStation Network

Como restrições de acesso são baseadas no endereço digitado pelo usuário e não no endereço IP, é possível para os usuários de regiões não suportadas utilizar o serviço.